# Rodeíto
Rodeíto è un comune (comisión municipal in spagnolo) dell'Argentina, appartenente alla provincia di Jujuy, nel dipartimento di San Pedro.
In base al censimento del 2001, nel territorio comunale dimorano 1.999 abitanti, di cui 749 nella cittadina capoluogo del comune.